# Maréchal de la noblesse
Le maréchal de la noblesse (en russe : предводитель дворянства) était, dans l'Empire russe, un représentant élu de la noblesse d'un district ou d'une province auprès de l'administration impériale. Il dirigeait l'assemblée de la noblesse. Cette fonction a été supprimée en 1917.

## Histoire
Ce titre a été créé en 1785 par Catherine II de Russie dans sa Charte sur les droits, libertés et avantages de la noblesse russe.
L'autonomie de la société de la noblesse, y compris l'institution des chefs de la noblesse, est née à l'époque de Catherine II. La première fois que les maréchaux de la noblesse sont mentionnés, c'est en 1766, ce poste est ensuite institué en poste permanent (avec élections pour deux ans) par L'Institution des provinces en 1775, et confirmé par la publication de la Charte sur les droits, libertés et avantages de la noblesse russe en 1785.
La position du maréchal de la noblesse est restée étroitement définie jusqu'à la fin du règne de Nicolas Ier; à partir de l'ère des Grandes Réformes, au fur et à mesure que la structure de l'État devenait plus complexe, cette fonction s'est imbriquée à l'échelle nationale.

## Fonction
La noblesse de chaque gouvernement devait former une société de noblesse (Société de noblesse (ru)) qui était gouvernée par l'assemblée de la noblesse, avec à sa tête un maréchal de la noblesse élu.

### Maréchal de la noblesse de district
Chaque ouïezd (district) avait également son maréchal. Le maréchal de la noblesse de l'ouïezd était choisi pour un mandat de trois ans par le département de l'ouïezd lors de l'assemblée générale des nobles provinciaux et approuvé par le gouverneur. Son poste n'était pas rémunéré. Le maréchal de district de la noblesse présidait également l'assemblée du zemstvo de l'ouïezd (après 1864), le conseil scolaire de l'ouïezd, le comité de district pour le service militaire, le congrès de l'ouïezd et un certain nombre d'autres organes locaux. Le maréchal de district de la noblesse, en plus de remplir ses propres devoirs de la classe noble, était activement impliqué dans des activités nationales.
Bien que la législation de l'Empire russe ne prévoyait pas une administration unifiée au niveau de l'ouïezd, les maréchaux de la noblesse de l'ouïezd qui dirigeaient toutes les institutions collégiales de l'ouïezd, agissaient de facto en tant que chefs des ouïezds.
Les maréchaux provinciaux de la noblesse n'étaient nullement les chefs des maréchaux de district complètement indépendants.

### Maréchal de la noblesse de province
Le maréchal de la noblesse de chaque province (gouvernement), quant à lui, était élu par l'assemblée de la noblesse et approuvé par l'empereur. Le maréchal provincial de la noblesse présidait l'assemblée provinciale du zemstvo (après 1864). Il était chargé du gouvernement de la noblesse locale et de l'administration locale (conseils de juges de paix, d'éducation, de recrutement de l'armée, etc) et du financement de projets locaux.
Les maréchaux de la noblesse étaient également présidents d'un certain nombre d'assemblées électorales et de congrès pour les élections à la Douma d'État.
Le poste de maréchal provincial de la noblesse, honoraire et non rémunéré, était traditionnellement réservé aux propriétaires terriens appartenant à la noblesse locale et n'exigeait pas un poste à temps plein. La loi autorisait le maréchal provincial à être en congé jusqu'à quatre mois sans l'autorisation de quiconque, avec le seul devoir d'informer le gouverneur de la manière dont il pouvait être contacté. Contrairement au maréchal de la noblesse de district (ouïezd), le maréchal provincial présidait un petit nombre de réunions et, dans les principales affaires de l'administration provinciale, il n'avait qu'une seule voix dans les grandes commissions. Cela a rendu la position du maréchal de la noblesse de province plus nominale et honorifique, en comparaison avec la position plus professionnelle et impliquée dans les affaires locales qu'était celle du maréchal de la noblesse de district.
Le maréchal de la noblesse de province avait un petit bureau à plein temps, d'un secrétaire et de deux employés de bureau.